# Bussigny-près-Lausanne
Bussigny-près-Lausanne is een gemeente en plaats in het Zwitserse kanton Vaud en maakt sinds 1 januari 2008 deel uit van het Ouest lausannois. Voor 2008 maakte de gemeente deel uit van het district Morges.
Bussigny-près-Lausanne telt 7524 inwoners.